# Capperia celeusi
Capperia celeusi is een vlinder uit de familie vedermotten (Pterophoridae). De wetenschappelijke naam werd gepubliceerd in 1886 door Heinrich Frey.
De soort komt voor in Europa.